# Сосновский, Ян
Ян Сосновский (пол. Jan Sosnowski; ? — 27 апреля 1660) — военный и государственный деятель Великого княжества Литовского, подстолий виленский (1635—1652), стольник виленский (1652—1654), каштелян полоцкий (1654—1660), ротмистр и полковник войск литовских, эконом Слуцких имений князя Богуслава Радзивилла.

## Биография
Представитель литовского шляхетского рода Сосновских герба «Наленч».
В качестве товарища гусарской хоругви (полка) участвовал в войне Речи Посполитой со Швецией (1600—1629). В 1622 году он руководил обороной города Биржи от шведов.
В 1635 году при поддержке гетмана великого литовского Криштофа Радзивилла Ян Сосновский был назначен подстолием виленским. Летом 1648 году участвовал в Виленском провинциальном синоде кальвинистов.
Во время казацко-крестьянского восстания в Белоруссии (1648—1651) Ян Сосновский руководил обороной Слуцка от казацкого отряда Яна Соколовского. В начале 1651 году он получил приказ собрать гусарскую хоругвь численностью в 150 человек, но по приказу гетмана великого литовского Януша Радзивилла должен был набрать 2 казацкие хоругви (300 человек). В апреле — июне 1651 года во главе казацкой хоругви воевал против украинских казаков в Мозырском повете. В 1652 году Ян Сосновский получил должность стольника литовского.
По протекции князя Богуслава Радзивилла в 1654 году Ян Сосновский получил должность полоцкого каштеляна.
Участвовал в Русско-польской войне (1654—1667). В январе — феврале 1655 года хоругвь Яна Сосновского воевала против российских войск около Могилева и Быхова, но неизвестно, был ли при ней сам Ян Сосновский. После подписания Кейданской унии 1655 года Ян Сосновский остался верен королю польскому Яну II Казимиру, в сентябре 1655 его полк покинула армию гетмана-изменника Януша Радзивилла. Летом 1656 года Ян Сосновский от имени короля пытался овладеть Слуцком, возможно, в этом же году перешел из кальвинизма в католичество. Летом 1659 года Ян Сосновский был направлен гетманом великим литовским Павлом Яном Сапегой под Быхов на помощь казацкому полковнику Ивану Нечаю. Соединившись с отрядом Самуила Аскерко под Дзержинском, в августе 1659 года войско Яна Сосновского двинулось под Минск, а затем под Бобруйск, но ввиду невыплаты денег солдаты дальше идти отказались и расположились в Глуске. Единственной серьёзной акцией похода стал рейд небольшого отряда под Могилев, в результате которого были сожжены городские предместья.